# انتون سالابای
انتون سالابای (اوکراینی: Антон Олександрович Салабай؛ زادهٔ ۱۲ ژوئن ۲۰۰۲) بازیکن فوتبال است.